# マイク・ペレイラ
マイク・ペレイラ（Mike Pereira、1950年4月13日 - ）は、アメリカンフットボールの元審判官で、後にナショナル・フットボール・リーグ（NFL）の審判担当副社長、現在はユナイテッド・フットボール・リーグ（UFL）の審判部長を務める。2010年からはFox Sportsのルールアナリストを務めている。愛称は「マイキー・ルール・ブックス」

## 審判キャリア
NFLで働く前は、14年間カレッジフットボールの審判を務め、ビッグウェスト・カンファレンスで9年間（1982-90年）、ウェスタン・アスレチック・カンファレンスで5年間（1991-95年）務めた。ペレイラは2シーズン（1996年と1997年）、マイク・キャリー主審率いる審判団のサイドジャッジとしてNFLに移籍。後にスーパーボウルで3度審判を務めたテリー・マコーレーが着用し、現在はテリー・キレンズが着用している背番号77のユニフォームを着ていた。NFLで働くかたわら、ペレイラはウエスタン・アスレチック・カンファレンスの審判スーパーバイザーを務めた。
1998年、ペレイラはNFLの審判スーパーバイザーに昇格。2001年にはジェリー・シーマンの後任としてNFLの審判部長に就任し、2004年には審判副部長に昇進した。2009年シーズンを最後にNFLを引退。
2011年2月から6月まで、ペレイラはPac-10の暫定的な審判コーディネーターを務め、カンファレンスの審判プログラムの変更を実施する責任を負った。後任のトニー・コレンテはPac-12の2011-12フットボールシーズンまでコンサルタントとしてペレイラをスタッフに残した。
ペレイラは2019年2月にプレーを開始し、同年4月に終了したアメリカンフットボール連盟の審判コンサルタントを務めた。
ペレイラは現在、ユナイテッド・フットボール・リーグの審判担当副社長を務めている。

## メディアキャリア
オフィシエイティング担当副社長として、ペレイラはNFLネットワークの番組「NFL Total Access」の「Official Review」のコーナーに出演し、シーズン中の毎週水曜日に司会のリッチ・アイゼンと前週の試合で行われた重要な判定について話し合った。
2010年6月、ペレイラがFox Sportsに移籍し、同局のカレッジおよびNFL中継のルールアナリストを務めることが発表された。FoxSports.comでコラムを始め、Fox Sportsのフットボール中継で解説を担当するようになった。2010年NFL第1週、ペレイラはジーン・ステラトア主審がカルビン・ジョンソンの決勝点と思われるキャッチをインコンプリートと判定することを正確に予測した。「ペレイラは後にこう語っている。「レフェリーがタッチダウンだと言うんじゃないかと死ぬほど心配した。フィールドでなぜ判定が下されたのかを人々が理解できるように説明できることが、私の役割を証明してくれた。ペレイラはフットボールシーズン中、KNBRのゲストとしても頻繁に登場していた。
2012年、『スポーツ・イラストレイテッド』誌は、ペレイラをNFLに欠かせない放送タレントの一人に挙げ、「視聴者は、放送局がNFLのルールブックから正確な解説をしてくれることを切望してきた。しかし、『シアトル・タイムズ』紙のダニー・オニール記者は、「ペレイラは熱狂的な弁護人の役割を引き受けた。FOXがペレイラにつけている肩書きはアナリストだが、アドボケイト（弁護人）の方が適切だ」。
ペレイラはまた、マンデーナイトフットボールのジョン・グルーデンアナウンサーの解説を批判し、「何を言っているのかわからないのに、ペラペラしゃべる......吹きだまり」と呼んだことで、他のメディアにも取り上げられることになった。ペレイラは特に、アトランタ・ファルコンズ対ニューオーリンズ・セインツ戦のテレビ中継で、グルーデンが2つの無防備なレシーバープレーを 「大げさに 」分析したと感じたようだ。しかし、ヤフー！スポーツのダグ・ファーラーは、ペレイラはもっと上流に行くべきであり、フォックスは「ペレイラに掟を言い渡すべきであり、議題を片付けるように言う必要がある」と考えている。
ペレイラの成功により、FOXは2015年、他の3つのFOXプロパティのルールアナリスト-アンディ・ペトリー（NASCAR、2016年にラリー・マクレイノルズに交代）、デビッド・フェイ（ゴルフ）、ジョー・マッハニックとクリスティーナ・ウンケル（FIFA）を採用した。ペレイラの成功によって、CBS、NBC、TBS/TNT/TruTv、ESPNといった他のネットワークも、ジーン・ステラトーレ（CBS/ターナー）、ジョン・パリー（ESPN）、テリー・マコーレー（NBC）といった放送にルールアナリストを迎えることになった。2017年6月からはペレイラに加え、その前月にNFL審判担当上級副社長を辞任したディーン・ブランディーノがFOXの同職に就いている。

## 人物
ペレイラはアルとリディア・ペレイラの間に生まれ、姉のリンダとともにカリフォルニア州ストックトンで育ったポルトガル系アメリカ人である。アルはPacific Coast Athletic Associationのヘッドラインズマンであり、マイク・ペレイラは父からアメリカンフットボールを教わったと信じている。
ペレイラは妻のゲイルとサクラメントに住んでいる。ペレイラとゲイルは1988年、ゲイルと大学（カリフォルニア大学デービス校）時代の友人だったマイクの妹リンダを通じて友人になった。ペレイラは1996年、NFL公式戦として最初のプレシーズンゲームの翌日にゲイルにプロポーズした。ペレイラはフットボールシーズン中、毎週末ロサンゼルスのFox Sportsスタジオに通っている。
ペレイラは、スポーツ審判を目指す退役軍人や帰還兵のための慈善団体「Battlefields to Ballfields」に深く関わっている。
1975年に精巣がんと診断され、2007年には結腸がんと診断された。